# Sarcey (Haute-Marne)
Sarcey település Franciaországban, Haute-Marne megyében. Lakosainak száma 99 fő (2022. január 1.). Sarcey Biesles, Louvières, Mandres-la-Côte, Nogent és Poulangy községekkel határos.

## Népesség
A település népessége az elmúlt években az alábbi módon változott:
| Lakosok száma | 118  | 94   | 82   | 109  | 114  | 113  | 113  | 113  | 108  | 99   |
|               | 1968 | 1982 | 1990 | 2006 | 2013 | 2015 | 2017 | 2019 | 2020 | 2022 |